# FC Vitebsk
FC Lakamatyu Vitsebsk este un club de fotbal din Vitebsk, Belarus.

## Foste denumiri
- KIM Vitebsk
- 1994: Dvina Vitebsk
- 1996: Lakamatyu-96 Vitebsk
- 2001: Lakamatyu Vitebsk
- 2006: FC Vitebsk

## Titluri
- Cupa Bielorusiei: 1

1998

## Lotul curent
Din iunie 2009
| Nr. |         | Poziție | Jucător           |
| --- | ------- | ------- | ----------------- |
| 1   | Belarus | P       | Anton Kovalevskiy |
| 2   | Nigeria | M       | Ogar              |
| 3   | Belarus | F       | Vital Panasyuk    |
| 4   | Belarus | M       | Artsyom Hancharyk |
| 5   | Belarus | F       | Andrey Dzivakow   |
| 7   | Belarus | M       | Pavel Sitko       |
| 8   | Belarus | F       | Andrey Lebedzew   |
| 9   | Belarus | A       | Uladzimir Shakaw  |
| 10  | Belarus | A       | Pavel Kasinets    |
| 12  | Belarus | F       | Artsyom Kosak     |
| 13  | Belarus | M       | Viktar Sokal      |
| 14  | Letonia | M       | Vadims Gospodars  |

| Nr. |         | Poziție | Jucător             |
| --- | ------- | ------- | ------------------- |
| 15  | Belarus | M       | Alyaksandr Kalatsey |
| 16  | Belarus | P       | Yury Vasyutsin      |
| 17  | Belarus | F       | Syarhey Kuzminich   |
| 18  | Ucraina | A       | Yuriy Tselykh       |
| 20  | Belarus | F       | Andrey Harawtsow    |
| 21  | Belarus | M       | Dzyanis Zhukaw      |
| 22  | Georgia | M       | Irakli Maisuradze   |
| 25  | Belarus | A       | Vital Deykala       |
| 30  | Belarus | P       | Yahor Hatkevich     |
| 33  | Belarus | F       | Pavel Lyutsko       |
| 37  | Belarus | M       | Alyaksandr Kobets   |

## Jucători notabili
- Georgi Kondratyev